# Bayou Country
Bayou Country es el segundo álbum de estudio de la banda de rock Creedence Clearwater Revival, lanzado al mercado por Fantasy Records el 5 de enero de 1969. Este disco supondrá un antes y un después en la carrera del grupo, siendo este el primero de los grandes discos de Creedence Clearwater Revival. El sonido pasará a estar mucho más definido y será mucho más personal; bastante alejado ya del sonido mostrado en su primer trabajo. Por otra parte, la mayoría de las canciones del grupo serán composiciones propias y no simples versiones de otros artistas como pasaba mayoritariamente en su primer disco. El álbum definirá el sonido de Creedence, encontrando aquí uno de los grandes clásicos del grupo: "Proud Mary".
El álbum fue remasterizado y publicado en vinilo en 2006.

## Generalidades
John Fogerty y su banda eran conscientes de que deberían sacar un buen disco para que la crítica les aceptara y las ventas les acompañaran. Si no ocurría esto, cada uno de los miembros se verían obligados a llevar una vida normal, trabajando como lo habían hecho antaño, y probablemente deberían olvidarse de la música, al menos, como algo profesional. John Fogerty tendría que volver a trabajar de limpiador de coches en El Cerrito, California, y esto a él no le parecía una idea demasiado atractiva.
Aunque el primer disco gozó de una buena aceptación, "Susie Q" rozó el Top Ten, los miembros eran conscientes de que en su segundo álbum estaba la oportunidad de ganarse una reputación dentro del rock. Desde entonces, John Fogerty tocó sin descanso y comenzó a componer lo que después serían clásicos, no solo de Creedence Clearwater Revival, sino de la música rock. 
De la fusión de todas las influencias que John Fogerty tenía nacería este disco. Una fusión que abarcará en este disco dos estilos: Rock y Blues principalmente, aunque en discos posteriores se mostrarán nuevas influencias que aquí aún se mantienen escondidas. Este disco se inspirará en el Boogie de Misisipi de Bo Diddley, pasando por la "muddy voice" de Howlin' Wolf y sin olvidar a Elvis Presley y Sun Records. De esta potente mezcla nacerá este trabajo, quizás mucho menos técnico y melódico que discos posteriores pero con la esencia de Creedence ya totalmente definida. Lo que harán en sus siguientes trabajos no será más que dar vueltas sobre lo que ya habían mostrado en su segundo álbum.
Conscientes de la importancia del disco, el grupo se trasladó a los famosos RCA Studios de Hollywood, donde ya los Rolling Stones habían grabado "Satisfaction". El disco fue grabado como si se tratara de un directo, es decir, con todos los miembros del grupo tocando a la vez. John Fogerty acabó el álbum, añadiendo y perfeccionando algunas zonas instrumentales y todo lo referente a la voz. Como anécdota, cabe decir que cuando se les preguntó a los otros miembros del grupo sobre "Proud Mary", estos decían que John Fogerty siempre fue consciente de que él acababa de escribir la mejor canción de Creedence Clearwater Revival. Esta afirmación era arriesgada para lo que aún quedaba por llegar pero con el paso de los años se ha visto que gran razón llevaba ya John Fogerty con su predicción[cita requerida].
Por último, estas son las palabras que Joel Selvin dedicó al nuevo trabajo de Creedence Clearwater Revival en el "San Francisco Chronicle Senier Pop Music Critic":

"Bayou Country" no solo es el álbum que definirá el sonido de Creedence, este se convertiría en su primera obra maestra. Con un seco golpe, se anunciaba a Creedence Clearwater como una brillante fuerza vital en el rock, comenzando a mostrar signos de lo que estaba por llegar.

A continuación se puede leer una breve crítica de cada una de las canciones del disco, añadiendo algunas piezas nuevas que aparecían en la edición especial del 40 aniversario.

## Lista de canciones

### Cara A
- 1. "Born on the Bayou" – 5:17

La canción que abre el disco es una de las más importantes del grupo, así como una de las más famosas dentro de la discografía de Creedence Clearwater Revival. La canción puede agruparse dentro de un sub-estilo del rock llamado Swamp rock y que Creedence dominaría de forma magistral, dejando grandes clásicos al estilo.
"Born on the Bayou" abre con un suave arpegio en MI séptima que repite hasta que entra John Fogerty con un potente grito al más puro estilo Robert Plant. Con una sencilla progresión de acordes, John Fogerty consigue construir esta canción. La estructura no es para nada compleja. Dentro de la canción encontramos un solo principal después del primer estribillo. La última parte de este solo será repetida en otros solos de menos envergadura a lo largo de la canción, después de cada uno de los estribillos, mezclándose con la introducción que siempre dará paso a la parte cantada. Mientras, la guitarra rítmica de Tom Fogerty acompaña dando profundidad y personalidad a la canción. La fuerza y la potencia de la que goza la canción en los momentos cantados se pierde en los solos, debido a en gran parte a la ausencia de la furia desprendida por la voz de Fogerty. 
Cabe decir también que esta será una de las canciones más interpretadas por el grupo, tanto en solitario por cada uno de los miembros una vez disuelto el grupo, como especialmente por John Fogerty y su banda en solitario. Creo que es esta canción un buen ejemplo de lo que Creedence es en sí, no solo por la potencia que John Fogerty imprime a la canción, sino también por la importancia de la base rítmica, con Stu Cook y Doug Clifford, y que será una de las claves del sonido característico de Creedence Clearweater Revival, de la misma forma que ocurre con otras bandas como Led Zeppelin o AC/DC.
- 2. "Bootleg" – 3:03

Esta canción no tendría tanto éxito como "Born on the Bayou". Mucho más pausada que la anterior, con menos furia quizás, la introducción viene dada por una guitarra acústica, que llevará el ritmo durante toda la canción mientras la guitarra solista de John Fogerty repite sencillos solos de guitarra intentando imitar la voz por momentos. De igual forma que ocurría en la anterior canción, la estructura es muy sencilla, siendo repetitiva, sobre todo el estribillo y con un breve solo al final y en medio de la canción.
Como ocurre en un gran número de canciones, el ritmo que lleva la batería es también bastante simple, aunque imprime un carácter especial a la música de Creedence, de la misma manera que el bajo.
- 3. "Graveyard Train" – 8:40

Pertenece esta canción a uno de esos experimentos que llevó a cabo el grupo californiano, en ocasiones con más fracaso que éxito. Pertenece esta canción a ese tipo de canciones muy típicas en la época, donde se mezclaban grandes dosis de improvisación y experimentación. Para este caso concreto, la voz de John Fogerty sigue sonando igual de personal y potente que siempre, aunque con un ritmo mucho menos acentuado que el que encontrábamos en "Born on the Bayou", por ejemplo. Con una sencillísima estructura rítmica de bajo y batería, que se repite durante toda la canción y que en ocasiones se convierte en algo repetitiva y cansada, el gancho de la canción recae en los solos que va haciendo Fogerty y en la voz de este, personal como siempre, dentro de un registro nuevo, menos rock y más bluesy. 
Más o menos hacia la mitad de la canción aparece un nuevo instrumento como es la armónica y que, no solo en esta canción, dará un sonido mucho más rural y profundo a la música de Creedence. Cabe destacar la ejecución de John Fogerty con la armónica. Sin ser un gran virtuoso se desenvuelve con inusitada soltura, siempre acorde a la música y al ritmo de la canción. El resto de canción será muy parecido a lo que ya Fogerty hábía mostrado en los inicios de la pieza. Mismo ritmo de bajo y batería, con la misma estructura de guitarra-solo y voz.

### Cara B
- 1. "Good Golly Miss Molly" (Robert "Bumps" Blackwell/John Marascalco) – 2:44

Es esta canción una versión de uno de los clásicos Rock&Roll más sonados de los años 50; más específicamente de uno de los grandes artistas del rock como es Little Richard. Con la versión que hace Creedence de esta canción nos muestra en parte los orígenes de la banda, unos orígenes no solo vinculados al country, sino también al Rock&Roll de los inicios. John Fogerty se desenvuelve con suma facilidad fraseando las rápidas letras de la canción, al más puro estilo Little Richard, mostrando el cantante de Creedence su facilidad a la hora de interpretar canciones de dicho estilo. 
La canción se inicia con un penetrante riff de guitarra que en pocos segundos dará paso a la entrada de la voz de John Fogerty. Este repetirá breves solos durante toda la canción, habiendo uno en el que mostrará mucha más potencia y resumirá aspectos propios de la guitarra rock; algo, esto último, que mostrará John Fogerty durante toda su carrera: su facilidad a la hora de sintetizar aspectos propios de diferentes estilos y mostrarlos en su esencia más pura. Se intercalarán aquí partes donde la instrumentación hará unas breves paradas para dar aún más protagonismo a la voz de John Fogerty, protagonista sin duda en esta canción. 
- 2. "Penthouse Pauper" – 3:41

Un Blues-Rock en toda regla. Con esta canción Creedence mostrará su soltura y su dominio dentro de este estilo. La voz de John Fogerty en esta canción vuelve a ser excitante, imprimiendo grandes dosis de potencia, algo a lo que ya nos tiene acostumbrados. Se ven en esta canción algunos gritos de la voz solista dignos de ser analizados, tanto por su garra como por el sentimientos que denotan. 
A su vez, el ritmo que lleva a cabo la batería, dentro de la sencillez propia del baterista en su etapa Creedence, será mucho más potente, acercándose a bateristas mucho más rock y dejando de lado el estilo simplista, aunque no por ello menos excitante que el de otros mucho más técnicos, que en ocasiones se volvían monótonos y aburridos.
Por su parte, John Fogerty, que no era dado tampoco a solos estratosféricos y mucho menos dotado técnicamente que otros guitarristas de su época como Jimmy Page o Duane Allman, mostrará su dominio en esta canción del fraseo Blues, con unas alucinantes y penetrantes frases, sumando a esto la creativa utilización de escalas de blues. Aun así, el solo no pasa de ser un cúmulo de notas repetidas constantemente y en ocasiones puede parecer repetitivo. No por ello tenemos que dejarnos engañar ya que John Fogerty imprime en la canción grandes dosis de carácter, no solo con la voz, sino con el sonido de su guitarra. Posiblemente, y es esto una opinión, sea esta una de las canciones más creativas, potentes y furiosas dentro de la discografía de la banda, y si no la mejor, una de las mejores canciones del disco.
En cuanto a la estructura de la canción, se expone claramente y no deja de ser bastante sencilla y repetitiva, sin demasiadas florituras, algo muy propio dentro de la discografía Creedence.
- 3. "Proud Mary" – 3:10

Llegamos posiblemente al gran clásico dentro de la discografía de Creedence. John Fogerty, en especial, fue un creador de éxitos y de canciones que han pasado a la historia y no solo de la música popular americana. Este probablemente sea el ejemplo más claro, una canción que resume en buena medida el espíritu Creedence y su forma de entender la música y la composición. 
Como la gran mayoría de las canciones del grupo, es esta canción una de las muchas con una estructura simple, sin demasiadas florituras. Con una sección rítmica bastante sencilla y construida en no más de 5 acordes, el estribillo es sumamente pegadizo y la voz de John Fogerty recorre algunos lugares míticos de la geografía americana, contando historietas pertenecientes a la más que conocida cultura americana. El papel de la guitarra solista de John Fogerty es secundario, destacando únicamente el solo y algunos licks que lleva a cabo en determinados lugares de la canción.
No es difícil entender el porqué del éxito de la canción. Además de haber sido versionada por muchos otros músicos, si a su simple estructura le sumamos una melodía agradable daremos con la clave para una canción con dotes para poder triunfar delante de un público mayoritario, cosa que sucedió. Puede ser debido este éxito también a que la canción era mucho más melódica que otras canciones de este disco como, por ejemplo, "Born on the Bayou".
- 4. "Keep On Chooglin'" – 7:40

Esta es la canción que cierra el disco. Pertenece al mismo grupo que "Graveyard Train", es decir, a ese grupo de canciones experimentales y de larga duración que gustaba a los miembros de Creedence.
De la misma forma que ocurría con "Graveyard Train", la estructura es muy simple y repetitiva, sobre todo en lo referente a la batería y el bajo. También encontramos aquí una armónica que, como ya he dicho en "Graveyard Train", imprime profundidad y dota de aspectos tradicionales a la música. El ritmo es más o menos igual de pausado que en "Graveyard Train", aunque aquí hay mucho más espacio para la improvisación, tanto guitarrística (se ve con algunos solos que lleva a cabo John Fogerty durante toda la canción) como con la armónica. Claramente es una canción hecha para el directo, muy tocada por Creedence en sus conciertos, ya que da flexibilidad al grupo para mostrar algunos dotes instrumentísticos y da lugar a largas improvisaciones, cosa que ya habían puesto de moda grupos como los Allman Brothers Band o Cream, siendo estos últimos grupos mucho más dotados técnicamente que Creedence.

### Canciones de la edición del 40 aniversario
1. "Bootleg" (Alternate Take) - 5:48

Conserva esta canción la misma estructura que la que original del disco lanzado en 1968. Aun así, se incorporan aquí algunos elementos innovadores y otros arreglos que dan una nueva personalidad a la pieza. La guitarra acústica sigue abriendo la canción mientras la guitarra solista de John Fogerty ambienta con Bluesy solos. La voz de John Fogerty sigue sonando igual de penetrante y personal, con un estribillo que en ocasiones se vuelve algo repetitivo. Cabe decir que en este "take" alternativo hay más arreglos, tanto vocales como instrumentísticos. En cuanto a la voz de John, esta se vuelve mucho más desgarradora en la improvisación que lleva a cabo más o menos hacia la mitad de la canción, donde pasa, más que a cantar, a tararear la letra. Poco después habrá tiempo para un solo que no encontramos en la canción original. En cuanto a la duración, Creedence alargará en algo más de dos minutos esta versión.
1. "Born on the Bayou" (Live in London, 9/28/71) - 4:48

Buena muestra esta de lo que es un directo de Creedence Clearwater Revival. Aunque el sonido es mucho más rudo que en las grabaciones, cosa lógica por otra parte, la canción no perderá la garra, la personalidad y la potencia de la original. La voz de Fogerty suena mucho menos limpia y los instrumentos mucho menos tratados por ser este un directo. Da la sensación de un sonido antiguo y campestre. 
La estructura que se sigue en este directo en la ciudad de Londres es igual que la estructura de la canción original, sin lugar a florituras o improvisaciones. Como antes ya había dicho, "Born on the Bayou" será una canción muy tocada por Creedence, siendo esta la canción que abriría muchos de sus conciertos, tanto por su furia como por su carácter, convirtiéndose en una canción aperitivo para levantar y animar al público. 
La guitarra de John Fogerty suena mucho más salvaje que en la grabación original, así como la batería de Doug Clifford. Si a esto le sumamos que la canción es un directo y las técnicas de grabación de aquella época eran las que eran, mucho menos especializadas que las actuales, nos sale esta canción. Atmosféricamente se muestra tal y como es, un clásico de una de las grandes bandas de rock americano de finales de los 60 y principios de los 70.
1. "Proud Mary" (Live in Stockholm, 9/21/71) - 2:51

Otro clásico de Creedence tocado hasta la saciedad en casi todas las giras que llevarían a cabo en su corta historia como grupo. El ritmo de esta canción está algo más acelerado, y de la misma manera que pasa en el directo de "Born on the Bayou", el sonido es mucho más rudo y sucio que en la original, notándose aquí mucho más que en la canción anterior. Durante toda la canción la guitarra eléctrica de John es algo pesada con ese overdrive tan repetitivo. Da también la sensación que en este directo la canción se vuelva mucho menos melódica, además que la voz de Fogerty suena algo cansada y yendo a remolque de la música, cosa rara en las canciones de Creedence.
En cuanto a la estructura de la canción, esta es exactamente igual que la original, sin ningún tipo de improvisación. Es este un directo rápido, conciso y preciso, sin lugar para las largas improvisaciones y para florituras, en ocasiones, inútiles.
1. "Crazy Otto" (Live at The Fillmore, 3/14/69) - 8:48

Este "take" pertenece también a un directo en The Fillmore. Simplemente es un Blues&Rock improvisado, donde el bajo y la batería llevan un mismo ritmo durante toda la canción, con algunas modificaciones, mientras la guitarra eléctrica de John Fogerty improvisa algunas frases blues encima de la base rítmica. La guitarra acústica de Tom, como hará en casi todas las canciones del grupo, simplemente acompañará mientras su hermano improvisa.
La ejecución de batería de Stu Clifford en esta canción es mucho más ruda y menos melódica, contando más con los platos, cosa que imprime un carácter muy arrastrado a la canción. Cabe destacar la ejecución megistral de John Fogerty a la armónica, instrumento que dotará de un carácter especial a toda esa música sureña tradicional americana. Sin llegar a ser un Big Walter Horton o un Larry Adler, Fogerty se desenvuelve con inusitada frescura con este instrumento, siguiendo en todo momento el ritmo de la canción. El resto de la canción será más de lo mismo, solos Bluesy sobre la base rítmica Bajo-batería, lo cual muestra que el grupo también se desenvolvía en piezas no vocales, solo improvisando. No podemos dejarnos engañar, ya que John Fogerty se vuelve aquí un gran ejecutor de blues, estando a la altura de Eric Clapton, Peter Green o Allen Collins en improvisación Blues.

## Personal

### Creedence Clearwater Revival
- Doug Clifford: batería.
- Stu Cook: bajo.
- John Fogerty: guitarra, armónica y voz.
- Tom Fogerty: guitarra rítmica y coros.

### Producción
- John Fogerty: producción
- Hank McGill: ingeniero de grabación
- Tamaki Beck: supervisor de masterización
- Kevin Gray, Steve Hoffman, Shigeo Miyamoto: masterización
- Basul Parik: foto de portada

## Listas de éxitos

### Álbum
| Año  | Lista          | Posición |
| ---- | -------------- | -------- |
| 1969 | Black Álbumes  | #41      |
| 1969 | Álbumes de pop | #7       |

### Sencillos
| Año  | Sencillo     | Posición         | Posición  |
| Año  | Sencillo     | Sencillos de pop | UK Top 40 |
| ---- | ------------ | ---------------- | --------- |
| 1969 | "Proud Mary" | #2               | #8        |